# كينيث وليامز (سياسي)
كينيث وليامز (بالإنجليزية: Kenneth Stuart Williams)‏ هو سياسي نيوزيلندي، ولد في 13 سبتمبر 1870، وتوفي في 25 نوفمبر 1935. انتخب عضو مجلس النواب النيوزيلندي.